# 盲劍俠
《盲劍俠》（日语：ざとういち）是一部2003年的日本歷史武士電影，即武俠小說盲劍客改編的影像作品，描述一位武功高強的失明劍客座頭市遊歷日本各地，懲奸除惡的故事。勝新太郎曾多次擔綱演出電影、連續劇。勝新太郎死後，北野武於2003年重新翻拍，並自導自演，獲得了第60屆威尼斯影展最佳導演銀獅獎。山本耀司和黑泽明的女儿负责服装设计。这部表现暴力美的电影给观众以强烈的感官刺激，可谓日本武侠动作片的杰出代表。

## 情节
盲剑客座头市来到一座被黑帮赌场控制的小镇，他遇到了两名艺妓，她们的父母被黑帮残忍杀害，他帮助她们进行复仇的故事。最終座頭市與黑幫聘請的落泊劍客進行決鬥。

## 角色
- 北野武 饰 座头市
- 浅野忠信 饰 服部源之助
- 夏川结衣（Yui Natsukawa）饰 服部源之助之妻
- 橘大五郎 饰 歌舞伎
- 大家由佑子 饰 艺妓
- 岸部一徳 饰 银藏

## 奖项
- 第27届日本电影学院奖（五个技术奖，本届获奖最多的影片）
  - 最佳摄影：柳岛克己
  - 最佳照明：高屋齐
  - 最佳剪辑：北野武、太田义则
  - 最佳音乐：铃木庆一
  - 最佳录音
- 第28届多伦多国际电影节观众票选奖[1]
- 第60届威尼斯影展開幕獎／特別導演獎／未來電影節數位獎／觀眾票選最佳影片